# Радиловское
Радиловское — озеро в Павской волости Порховского района Псковской области. По западному берегу проходит граница со Струго-Красненским районом.
Площадь — 5,4 км² (542,0 га). Максимальная глубина — 2,5 м, средняя глубина — 1,5 м.
Ближайшая к озеру деревня — Радилово — расположена в 2 км к востоку.
Проточное. Из озера вытекает река Удоха (приток Шелони).
Тип озера плотвично-окуневый с лещом. Массовые виды рыб: щука, плотва, окунь, лещ, карась, ерш, линь, густера, красноперка, язь, вьюн.
Расположено на болоте. Для озера характерны практически ежегодные заморы, илистое дно, коряги, сплавины. Заболоченность и прибрежные леса приводит к фактическому отсутствию подъездов к водоёму. Площадь озера летом периодически сокращается до с 542 га до 435 га.